# Diva house
Diva house o handbag house es un género de melodía y voces con tintes épicos de la música house que se hizo muy popular entre la comunidad LGTB durante la década de 1990. Se caracteriza por resonantes vocales femeninas, en algunas ocasiones sampleadas de otras grabaciones. Estos samples solían tomarse típicamente de grabaciones de soul de los años 1970, de música disco, de discos de gospel e incluso de show tunes cantadas por intérpretes como Bette Midler y otros iconos gays. Este género "bombástico" incluye canciones interpretadas tanto por especialistas del estilo como remezclas de club de canciones pop de artistas como Mariah Carey, Patti LaBelle y Whitney Houston.
El nombre "handbag house" viene de grupos de chicas habituales en los clubs que bailan alrededor de una pila formada por sus bolsos (bolso de traduce como handbag en inglés).

## Características
El handbag house tiene prominentes vocales femeninas, staccatos dramáticos, breakdowns sintetizados, patrones four-on-the-floor y riffs de piano. Tiene un tempo de entre 118 y 125 BPM.

## Historia
Este término se aplicó a canciones de house, EDM y dance pop con voces sampleadas de soul, R&B y gospel creando una mezcla antémica y "bombástica", muy popular en la cultura LGTB. También se originó cuando la house era más underground y estaba limitada a la comunidad gay, latina y afrodescendiente. Fue uno de los subgéneros de la música house más mainstream a finales de los años 1980 y después se extendió en los clubes de no solo la cultura gay

## Artistas
- Adeva
- Amber
- Amanda Wilson
- Angie Brown
- Ann Saunderson
- Barbara Tucker
- Bizarre Inc
- Black Box
- Blaze
- C+C Music Factory
- Carol Jiani
- CeCe Peniston
- Crystal Waters
- David Morales
- Deborah Cooper
- Deborah Cox
- Dina Carroll
- Donna Allen
- Evelyn Thomas
- Freemasons
- Gloria Gaynor
- Hannah Jones
- Heather Small
- Inner City
- Jeanie Tracy
- Jocelyn Brown
- Joi Cardwell
- Judy Cheeks
- Kathy Brown
- Kim English
- Kristine W
- Kym Mazelle
- La Bouche
- Loleatta Holloway
- Lonnie Gordon
- M People
- Mariah Carey
- Martha Wash
- Maya Simantov
- Melanie Williams
- Offer Nissim
- Real McCoy
- Robin S.
- Rosie Gaines
- RuPaul
- Sabrina Johnston
- Sabrynaah Pope
- Sean Mannexer(México)
- Shapeshifters
- Shèna
- Snap!
- Suzanne Palmer
- Taylor Dayne
- Thea Austin
- Thelma Houston
- Ultra Naté
- Vernessa Mitchell
- Viola Wills

## Ejemplos
- "Gonna Make You Sweat (Everybody Dance Now)" – C+C Music Factory
- "I'm In Love" – Offer Nissim featuring Maya Simantov
- "Feel What You Want (Our Tribe Vocal)" – Kristine W
- "Wish I Didn't Miss You (Hex Hector Vocal)" – Angie Stone
- "I'm Gonna Get You" – Bizarre Inc
- "I Don't Know Anybody Else" – Black Box
- "Everybody, Everybody" – Black Box
- "Where Love Lives" – Alison Limerick
- "Don't Lose the Magic" – Shawn Christopher
- "Reach" – Judy Cheeks
- "Show Me Love" – Robin S.
- "Beautiful People" – Barbara Tucker
- "Superman" – Offer Nissim featuring Maya Simantov
- "Your Loving Arms" – Billie Ray Martin
- "And I'm Telling You I'm Not Going" (Stonebridge Mix) – Donna Giles
- "Caught in the Middle" – Juliet Roberts
- "Nitelife" – Kim English
- "Let The Music Lift You Up" – Loveland featuring Rachel McFarlane
- "Satisfy My Love" – Sabrina Johnston
- "Going Round" – D'Bora
- "Look Ahead" – Danny Tenaglia featuring Carole Sylvan
- "Sweetest Day Of May" – Joe T. Vannelli Project
- "Another Star" – Kathy Sledge
- "Keep Love Together" – Love to Infinity featuring  Kelly Llorenna
- "To Be In Love" – Masters At Work featuring India
- "What Hope Have I" – Sphinx featuring Sabrina Johnston
- "I Thank You" – Adeva
- "Feelin' Love" – Soulsearcher featuring Donna Allen
- "Nightlights" – Polyphonics featuring Hasina Sheik
- "Over You" – Warren Clarke featuring Kathy Brown
- "Cuando" – Offer Nissim featuring Maya Simantov